# سمسيلي (غرمسار كرمان)
سمسیلي (بالفارسية: سمسیلی) هي قرية تقع في إيران في قسم مردهك الریفي. يقدر عدد سكانها بـ 0 نسمة بحسب إحصاء 2016.